# Pāmidi
Pāmidi är en ort i Indien.   Den ligger i distriktet Anantapur och delstaten Andhra Pradesh, i den södra delen av landet, 1 500 km söder om huvudstaden New Delhi. Pāmidi ligger 306 meter över havet och antalet invånare är 26 886.
Terrängen runt Pāmidi är platt. Runt Pāmidi är det ganska tätbefolkat, med 134 invånare per kvadratkilometer. Närmaste större samhälle är Gooty, 19,7 km norr om Pāmidi. Trakten runt Pāmidi består till största delen av jordbruksmark.